# Franciszek Leski
Franciszek Leski, właściwie Franciszek Drybicki (ur. 1880 w Żyrardowie, zm. 3 września 1920 w Warszawie) – polski piosenkarz, śpiewak, Artysta Opery Warszawskiej.

## Życiorys
Urodził się w Żyrardowie, pierwsze kroki na estradzie zaczynał u boku Tenora Jana Sterna. W 1905 roku wziął udział w konkursie dla początkujących artystów, w latach 1908–1911 (lub dłużej) należał do zespołu operowego Warszawskich Teatrów Rządowych. W latach 10. nagrywał dla wytwórni Janus Record, nagrał m.in. znaną pieśń patriotyczną Marsz roku 1831. W późniejszych latach znacznie podupadł na zdrowiu co poskutkowało jego przedwczesną śmiercią w 1920 roku.

## Dyskografia (Syrena-Record)
- Syrena Grand Record 9755/9756 – Siup/Śmieszka (Duety z Janem Sternem)[6]
- Syrena Record 1011 – Herbaciarnia/Cwana (Duety z Janem Sternem)[7]
- Syrena Record 1013 – To i owo/Figle Amora (Duety z Janem Sternem)[8]
- Syrena Record 1014 – Siup/Śmieszka (Duety z Janem Sternem)[9]